# Trichogramma nomlaki
Trichogramma nomlaki är en stekelart som beskrevs av Pinto och Earl R. Oatman 1985. Trichogramma nomlaki ingår i släktet Trichogramma och familjen hårstrimsteklar. Inga underarter finns listade i Catalogue of Life.